# Шенкер, Золтан
Золтан Озорай Шенкер (венг. Schenker Zoltán Ozoray; 13 октября 1880, Варадсентмартон, Австро-Венгрия, — 25 августа 1966, Будапешт, Венгрия) — австро-венгерский и венгерский фехтовальщик, олимпийский чемпион.
Золтан Озорай Шенкер родился в 1880 году в Варадсентмартоне (современный Сынмартин в румынском жудеце Бихор); его отец был из трансильванских саксов (и потому сам он был лютеранином), мать — из венгерских дворян.
В 1912 году на Олимпийских играх в Стокгольме Золтан Озорай Шенкер стал обладателем золотой медали в командном первенстве на саблях. В 1924 году он принял участие в Олимпийских играх в Париже, где завоевал серебряную медаль в командном первенстве на саблях, и бронзовую — в командном первенстве на рапирах. В 1928 году он выступил в личном первенстве на рапирах на Олимпийских играх в Амстердаме, но не завоевал медалей.
Золтан Озорай Шенкер является автором ряда книг.